# 普賴爾 (密蘇里州)
普賴爾（英語：Prior）是位於美國密蘇里州道格拉斯縣的非建制地區。

## 歷史
普賴爾的郵局於1894年設立，其後於1939年停運。

## 地理
普賴爾所處的海拔為高於海平面379米（即1243英呎），而該地所採用的時區為UTC-6，即北美中部時區（CST）。同時該地設有夏令時間，為UTC-6調快一小時，即UTC-5（CDT）。